# Thorogobius
Thorogobius là một chi của Họ Cá bống trắng.

## Các loài
Chi này hiện hành có các loài sau đây được ghi nhận:
- Thorogobius angolensis (Norman, 1935)
- Thorogobius ephippiatus (R. T. Lowe, 1839) (Leopard-spotted goby)
- Thorogobius macrolepis (Kolombatović, 1891) (Large-scaled goby)
- Thorogobius rofeni P. J. Miller, 1988